# Deportazione di giugno
La deportazione di giugno (in estone: juuniküüditamine; in lettone: jūnija deportācijas; in lituano: birželio trėmimai) fu una deportazione di massa eseguita dall'Unione Sovietica di decine di migliaia di persone dai territori occupati nel 1940-1941: paesi baltici, Polonia occupata (principalmente le odierne Bielorussia occidentale e Ucraina occidentale) e Moldavia.

## I trasferimenti
La deportazione ebbe luogo dal 22 maggio al 20 giugno 1941, poco prima dell'invasione dell'Unione Sovietica da parte della Germania nazista. I trasferimenti di massa erano finalizzati a rimuovere gli oppositori politici del governo sovietico e a rendere la zona più sicura in vista di un attacco tedesco.
La deportazione ebbe luogo un anno dopo l'occupazione e l'annessione degli stati baltici e della Bessarabia e della Bucovina settentrionale e colpì gli "elementi antisovietici": si trattava perlopiù di ex politici, poliziotti, ricchi industriali e proprietari terrieri. Nella Polonia occupata, si trattò della quarta ondata di deportazioni di massa ed aveva come scopo quello di combattere la "controrivoluzionaria" organizzazione dei nazionalisti ucraini.
La procedura per le espulsioni fu approvata da Ivan Serov e descritta nei dettagli in apposite istruzioni. Intere famiglie furono deportate sulla base di nessuna prova. Gli uomini furono generalmente imprigionati e molti di loro morirono nei campi di prigionia siberiani (i gulag); donne e bambini furono coattivamente spostati negli oblast' di Omsk e di Novosibirsk o, in alternativa, nel Territorio di Krasnojarsk, Altaj o Kazakistan. Il tasso di mortalità tra i deportati estoni è stato stimato intorno al 60%.

## Numero di deportati
Il numero di espulsi comprende:
| Stato | Numero di deportati                                           | Numero di deportati                                  | Numero di deportati |
| Stato | Reinsediamento coattivo (rapporti ufficiali dell'NKVD)        | Verso campi di prigionia e reinsediati coattivamente | Sovrastimati        |
| --- | ------------------------------------------------------------- | ---------------------------------------------------- | ------------------- |
| Estonia | 5.978                                                         | 10.000-11.000                                        |                     |
| Lettonia | 9.546                                                         | 15.000                                               |                     |
| Lituania | 10.187                                                        | 17.500                                               |                     |
| Polonia | 11.329 (Ucraina occidentale) 22.353 (Bielorussia occidentale) | 24.412 (Bielorussia occidentale)                     | 200.000-300.000     |
| Romaniaa | 24.360                                                        |                                                      | 300.000             |
| a Sono inclusi nel dato i territori della Moldavia, dell'Oblast' di Černivci e dell'Oblast' di Izmail dell'Ucraina |                                                               |                                                      |                     |

## Nei media
La deportazione di giugno è stata oggetto di numerosi film baltici negli ultimi anni. Il film lituano del 2013 L'escursionista (Ekskursante) ha raccontato i drammatici eventi attraverso gli occhi di una bambina di 10 anni che fugge dal suo campo di prigionia. Il film estone del 2014 Vento di traverso (Risttuules) è un film d'essai basato sulle memorie di una donna deportata in Siberia, e raccontata attraverso tableau vivants girati in bianco e nero. Un altro estone, Ülo Pikkov, ha narrato gli eventi nel cortometraggio animato Memorie del corpo (Kehamälu) del 2012. In Lettonia è stata realizzata la pellicola Le cronache di Melania (Melānijas hronika) uscita nel 2016 che, proprio come Vento di traverso, ricorda le vicende con una protagonista femminile che ha subito la deportazione, ma in uno stile drammatico più convenzionale.